# Androctonus rostami
Espèce
Androctonus rostami est une espèce de scorpions de la famille des Buthidae.

## Distribution
Cette espèce est endémique d'Iran. Elle se rencontre dans les provinces du Hormozgan, de Kerman, du Sistan-et-Baloutchistan, du Khorassan méridional et de Khorassan-e Razavi.

## Description
La femelle holotype mesure 80,0 mm, les mâles mesurent de 61,3 à 83,7 mm et les femelles de 61,2 à 87,4 mm.

## Systématique et taxinomie
Cette espèce a été décrite par les arachnologistes iraniens Barahoei, Mirshamsi, Amiri, Moeinadin et Rakhshani en 2025.

## Étymologie
Cette espèce est nommée en l'honneur de Rostam.

## Publication originale
- Barahoei, Mirshamsi, Amiri, Moeinadin & Rakhshani, 2025 : « Integrative taxonomy reveals existence of a new species of the fat-tailed scorpions, Androctonus (Buthidae) in Iran. » Turkish Journal of Zoology, vol. 49, no 2, p. 48-74 (texte intégral).